# 김장우 (육상 선수)
김장우(1999년 8월 20일~)는 대한민국의 육상 선수로, 종목은 높이뛰기이다.

## 경력
전라남도 곡성군 옥과면 출신이다. 옥과초등학교 6학년 때 단거리 달리기 운동을 시작하면서 육상 유소년 선수가 되었다. 전남체육중학교 진학 후에는 교사이자 육상 감독인 문봉기의 권유로 세단뛰기로 전향했다.
이후 전남체중과 전남체육고등학교를 졸업하고 한국체육대학교에 진학했다. 대학 1학년 때인 2018년에 처음으로 국가대표 선수로 발탁되었고 그 해 4월 싱가포르에서 열린 싱가포르 육상 오픈 대회에 참가하면서 처음으로 국제 대회에 출전했다. 이듬해인 2019년 7월에는 이탈리아 나폴리에서 열린 2019년 하계 유니버시아드에 참가하여 6위에 올랐다.
2024년 이란 테헤란에서 열린 아시아 실내 선수권 대회에서 은메달을 획득했다.